# Хвачхэ
Хвачхэ́ (hwatɕʰɛ) — это собирательное название всех безалкогольных корейских пуншей, которые готовятся из фруктов, цветов или риса, смешанных с ягодами омиджа́ (Schisandra chinensis) или медовой водой.

## Разновидности
Омиджа хвачхэ (хангыль — 오미자화채, ханча — 五味子花菜) — это пунш из ягод лимонника с фруктами. Он также служит многим хвачхэ основой.

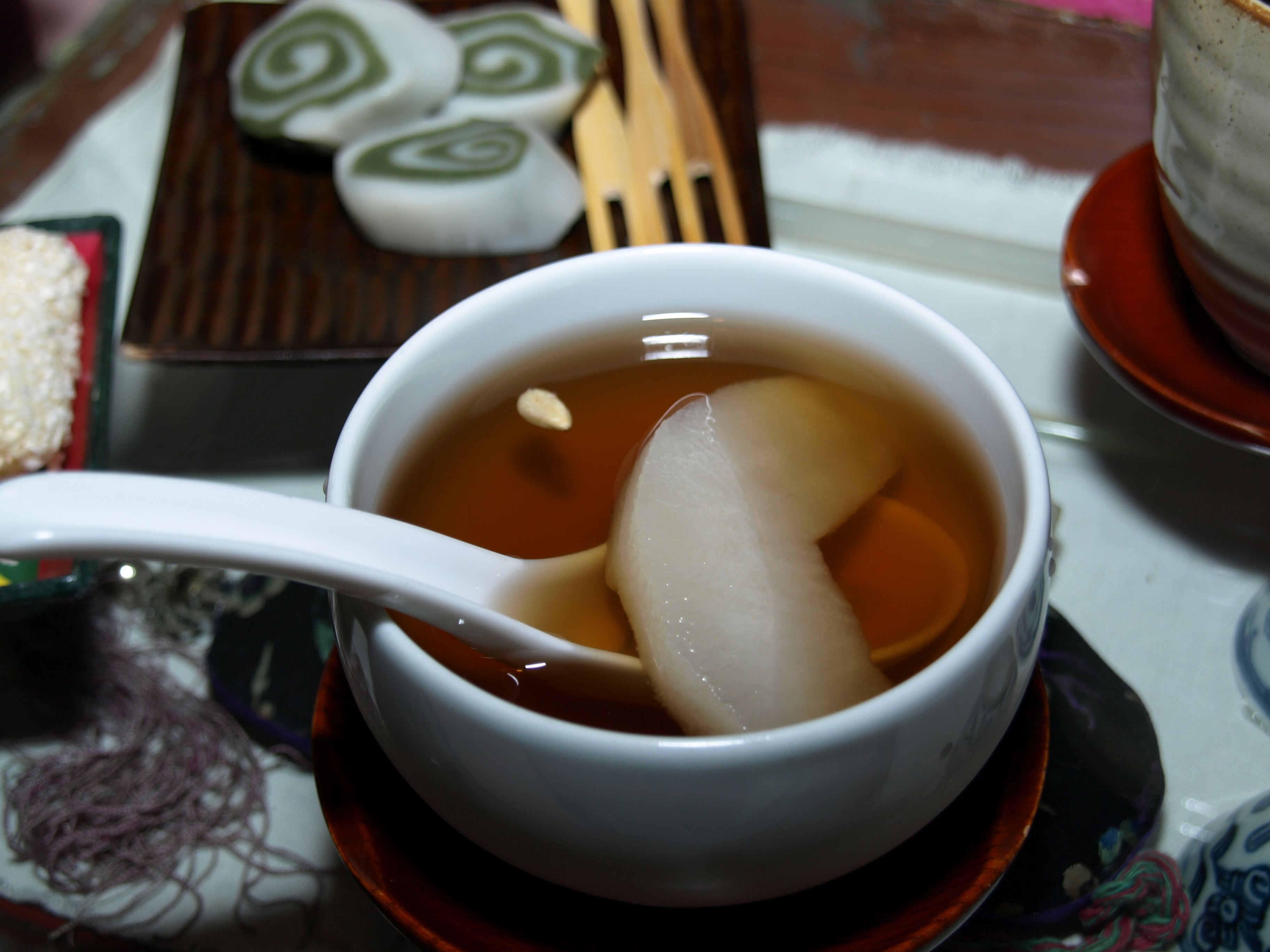
Пэсук

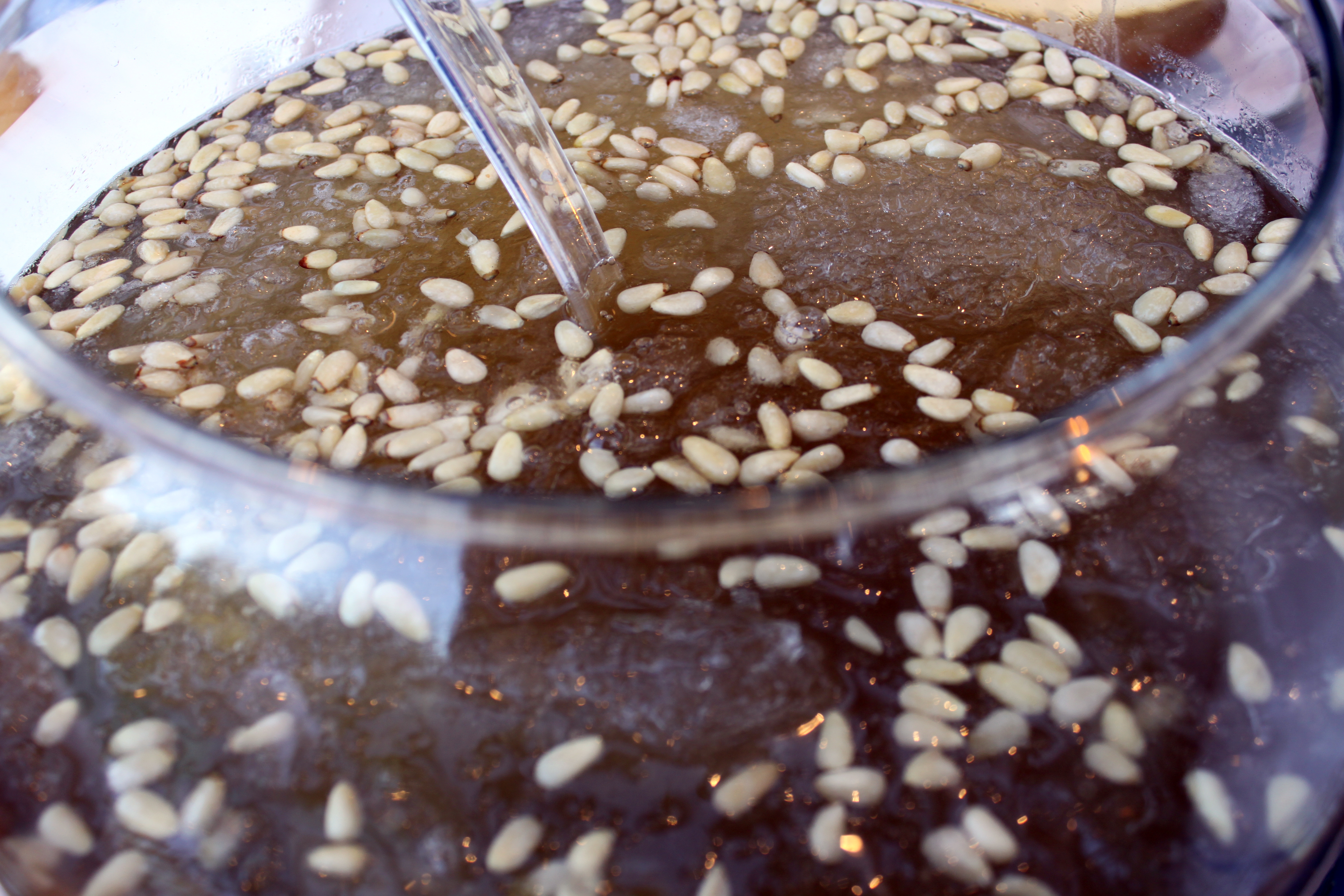
Пэхвачхэ

### Фрукты
|                 |            | Основной ингредиент |
| --------------- | ---------- | --- |
| Пэхвачхэ        | 배화채     | Корейская груша пэ (груша грушелистная) и сок омиджа                                                                                |
| Пэсук           | 배숙       | Припущенная в сахарной воде корейская груша, имбирь, чёрный перец                                                                   |
| Субак хвачхэ    | 수박화채   | Арбуз и другие фрукты. Арбуз разрезают пополам, мякоть вырезают ложкой, а корку наполняют кусочками арбуза, соком, фруктами и льдом |
| Юча хвачхэ      | 유자화채   | Юча, груша грушелистная и сахар |
| Мильгам хвачхэ  | 밀감화채   | Специализация Чеджудо, готовится из летних цитрусов                                                                                 |
| Ттальги хвачхэ  | 딸기화채   | Клубника |
| Попкунча хвачхэ | 복분자화채 | Покпунча (복분자, Rubus coreanus, корейская чёрная земляника) и мёд                                                                 |
| Энду хвачхэ     | 앵두화채   | Корейская вишня в медовой или сахарной воде                                                                                         |
| Поксуна хвачхэ  | 복숭아화채 | Маринованный персик с сахаром |
| Могва хвачхэ    | 모과화채   | Айва-моква (모과), цитрусы и сахар                                                                                                  |

### Цветы и растения
| Чанми хвачхэ     | 장미화채   | Лепестки розы, бобы мунг, крахмал и омиджа.                                                                             |
| Чинталллэ хвачхэ | 진달래화채 | Азалия, крахмал маша; готовится на праздник Самджинналь (삼짇날), 3 марта по лунному календарю.                         |
| Сонхва хвачхэ    | 송화화채   | Сонхва кару (송화가루, сушёная сосновая пыльца с омиджа, мёдом или сахаром). Считается местной кухней Канвондо          |
| Сонхва су        | 송화수     | Сонхва кару с мёдом и соком                                                                                             |
| Сунчхэ хвачхэ    | 순채화채   | Обваренная кипятком бразения (순채, Brasenia schreberi), покрытая крахмалом бобов мунг и политая медовым настоем омиджа |

### Тток и зерновые
| Сутан     | 수단 (水團)     | Гёнтан (경단, разновидность ттока) в соке с мёдом                            |
| Ттоксутан | 떡수단          | Каратток, крахмал бобов мунг, мёд                                            |
| Порисутан | 보리수단        | Ячмень, крахмал бобов мунг, сок омиджа                                       |
| Вонсопён  | 원소병 (圓小餠) | Тток, начинённый кусочками зизифуса или вареньем из цитрусов, в меду и соке  |
| Чханмён   | 창면            | Лапша из крахмала бобов мунг и сок омиджа                                    |
| Хвамён    | 화면 (花麵)     | Холодный суп с лапшой, аналогичен чханмёну, но с лепестками съедобных цветов |

## Внешние ссылки
- виды ымчхонъню (корейские холодные напитки) (недоступная ссылка) в KOSNET
- Список ымчхонъню Архивная копия от 22 июля 2011 на Wayback Machine на Портале традиционной корейской еды